# Vitnäbbad trädklättrare
Vitnäbbad trädklättrare (Xiphorhynchus flavigaster) är en fågel i familjen ugnsfåglar inom ordningen tättingar.

## Utseende och läte
Vitnäbbad trädklättrare är en rätt stor (20–26,5 cm) trädklättrare med lång och ljus näbb, roströda vingar och stjärt och kraftigt vitstreckad gråbrun fjäderdräkt i övrigt. Sången varierar geografiskt, i västra Mexiko en 2,5 lång serie med 15–20 genomträngande visslingar som först stiger något i både tonhöjd och ljudstyrka för att sedan avta. I resten av utbredningsområdet en längre, skrattande och gnäggande serie (4–7 sekunder med 25–45 visslingar) som når högsta tonhöjd och ljudstyrka under första sekunden, är stadig en kort stund och faller mot slutet, dock ibland allra sist med ett stigande "whee whee-wheep" eller "weet, weet".

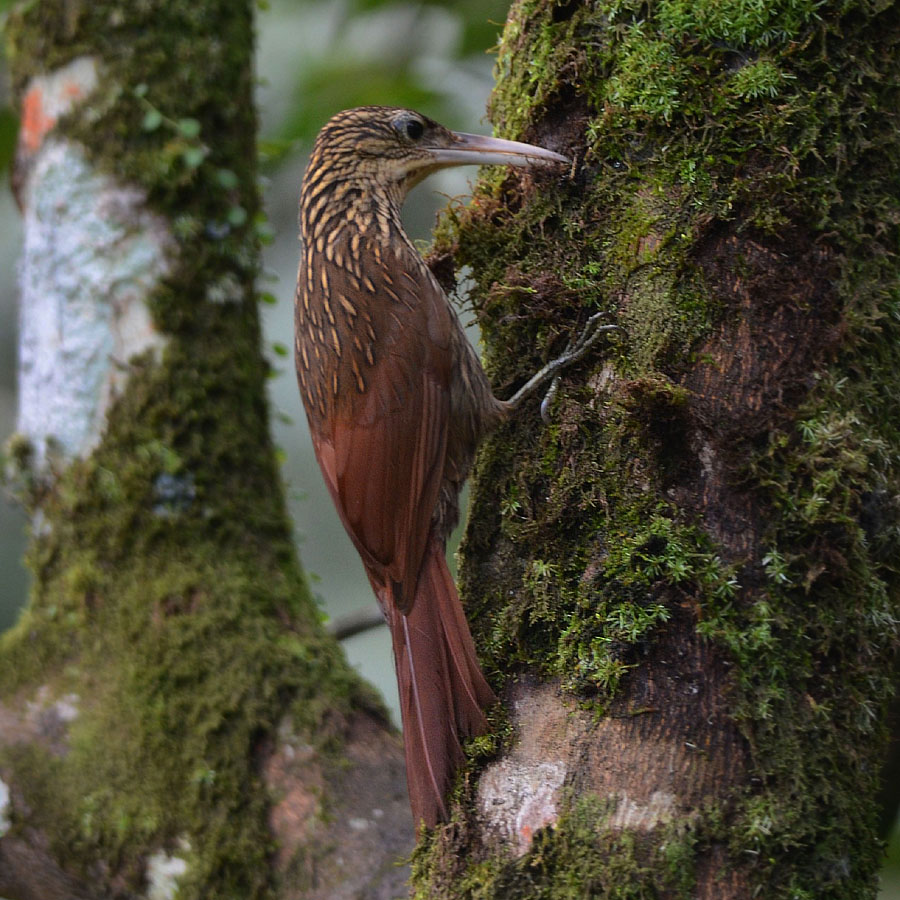

## Utbredning och systematik
Vitnäbbad trädklättrare förekommer i Centralamerika och delas in i åtta underarter med följande utbredning:
- Xiphorhynchus flavigaster tardus – tropiska nordvästra Mexiko (sydöstligaste Sonora och norra Sinaloa)
- Xiphorhynchus flavigaster mentalis – västra Mexiko (Sinaloa och Durango till Jalisco och Michoacán)
- Xiphorhynchus flavigaster flavigaster – sydvästra Mexiko (Guerrero och södra Oaxaca)
- Xiphorhynchus flavigaster saltuarius – nordöstra Mexiko (södra Tamaulipas, sydöstra San Luis Potosí och norra Veracruz)
- Xiphorhynchus flavigaster ascensor – sluttningen mot Karibien i södra Mexiko (södra Veracruz till Oaxaca och Tabasco)
- Xiphorhynchus flavigaster yucatanensis – sydöstra Mexiko (Yucatánhalvön till norra Belize), Meco Island)
- Xiphorhynchus flavigaster eburneirostris – Stillahavssluttningen i södra Mexiko Belize, Honduras och nordvästra Costa Rica
- Xiphorhynchus flavigaster ultimus – nordvästra Costa Rica (Nicoyahalvön)

## Levnadssätt
Arten hittas i olika typer av skogsmiljöer upp till nästan 3000 meters höjd, dock framför allt lövskog och vanligen under 1500 meter. Födan består mestadels av leddjur, men kan också ta ödlor. Bon med ägg har noterats mellan slutet av april och början av juni i nordvästra och östra Mexiko, ungar i juni i söder och ungar som matats från mitten av juni till slutet av juli i väster och söder. Boet placeras lågt, mellan en och 1,7 meter upp i ett hålutrymme i någon klängväxt eller mellan roten av ett fikonträd och värdträdets stam. Däri lägger den två till tre vita ägg.

## Status och hot
Arten har ett stort utbredningsområde och en stor population, men tros minska i antal, dock inte tillräckligt kraftigt för att den ska betraktas som hotad. Internationella naturvårdsunionen IUCN listar därför arten som livskraftig (LC). Beståndet uppskattas till i storleksordningen 500 000 till fem miljoner vuxna individer.